# Serra Leoa nos Jogos Olímpicos de Verão de 1996
Serra Leoa participou dos Jogos Olímpicos de Verão de 1996 em Atlanta, Estados Unidos. A delegação foi composta por 14 desportistas.

## Desempenho

### Atletismo
Masculino
| Atleta                                              | Evento              | Eliminatórias | Eliminatórias | Quartas-de-final | Quartas-de-final | Semifinais  | Semifinais  | Final       | Final       |
| Atleta                                              | Evento              | Res.          | Pos.          | Res.             | Pos.             | Res.        | Pos.        | Res.        | Pos.        |
| --------------------------------------------------- | ------------------- | ------------- | ------------- | ---------------- | ---------------- | ----------- | ----------- | ----------- | ----------- |
| Sanusi Turay                                        | 100 m               | 10.39         | 4º/bat. 11    | Não avançou      | Não avançou      | Não avançou | Não avançou | Não avançou | Não avançou |
| Pierre Lisk                                         | 200 m               | 20.86         | 4º/bat. 5     | Não avançou      | Não avançou      | Não avançou | Não avançou | Não avançou | Não avançou |
| Pierre Lisk Tom Ganda Josephus Thomas Sanusi Turay  | Revezamento 4x100 m | 38.98         | 3º/bat. 2     |                  |                  | 38.91       | 5º/bat. 1   | Não avançou | Não avançou |
| Foday Sillah Haroun Korjie Frank Turay Prince Amara | Revezamento 4x400 m | 3:11.65       | 7º/bat. 1     |                  |                  | Não avançou | Não avançou | Não avançou | Não avançou |

Feminino
| Atleta                                                 | Evento              | Eliminatórias | Eliminatórias | Quartas-de-final | Quartas-de-final | Semifinais  | Semifinais  | Final       | Final       |
| Atleta                                                 | Evento              | Res.          | Pos.          | Res.             | Pos.             | Res.        | Pos.        | Res.        | Pos.        |
| ------------------------------------------------------ | ------------------- | ------------- | ------------- | ---------------- | ---------------- | ----------- | ----------- | ----------- | ----------- |
| Melrose Mansaray                                       | 400 m               | 54.37         | 7º/bat. 3     | Não avançou      | Não avançou      | Não avançou | Não avançou | Não avançou | Não avançou |
| Eunice Barber Sia Kamanor Sama Fornah Melrose Mansaray | Revezamento 4x100 m | DSQ           | DSQ           |                  |                  |             |             | Não avançou | Não avançou |
| Eunice Barber                                          | Salto em distância  | 6,45 m        | 19º           |                  |                  |             |             | Não avançou | Não avançou |
| Eunice Barber                                          | Heptatlo            |               |               |                  |                  |             |             | 6.342 pts   | 5º          |

### Boxe
| Atleta      | Peso        | Fase de 32             | Oitavas de final         | Quartas de final       | Semifinais             | Final                  | Final |
| Atleta      | Peso        | Adversário e resultado | Adversário e resultado   | Adversário e resultado | Adversário e resultado | Adversário e resultado | Pos.  |
| ----------- | ----------- | ---------------------- | ------------------------ | ---------------------- | ---------------------- | ---------------------- | ----- |
| David Kowah | Meio-pesado |                        | USA A. Tarver D RSC Rd 1 | Não avançou            | Não avançou            | Não avançou            | =9º   |

### Natação
Masculino
| Atleta          | Evento     | Eliminatórias | Eliminatórias | Final       | Final       |
| Atleta          | Evento     | Res.          | Pos.          | Res.        | Pos.        |
| --------------- | ---------- | ------------- | ------------- | ----------- | ----------- |
| Michael Collier | 50 m livre | 34.21         | 63º           | Não avançou | Não avançou |

Legenda
| Recorde mundial      | Recorde mundial (World record)               |                       | Recorde africano                      | Recorde africano (African) |                                           | Q | Classificado por posição (Qualified) |
| Recorde olímpico     | Recorde olímpico (Olympic record)            | Recorde da América    | Recorde da América (Americas)         | q                          | Classificado por melhor tempo (Qualified) |   |                                      |
| Melhor marca do ano  | Melhor marca do ano (World leading)          | Recorde asiático      | Recorde asiático (Asian)              | DNS                        | Não largou (Did not start)                |   |                                      |
| Recorde nacional     | Recorde nacional (National record)           | Recorde europeu       | Recorde europeu (European)            | DNF                        | Não terminou (Did not finish)             |   |                                      |
| Recorde pessoal      | Recorde pessoal do atleta (Personal best)    | Recorde da Oceania    | Recorde da Oceania (Oceania)          | DSQ / DQ                   | Desclassificado (Disqualified)            |   |                                      |
| Recorde da temporada | Recorde da temporada do atleta (Season best) | Recorde sul-americano | Recorde sul-americano (South America) | NM                         | Sem marca (No mark)                       |   |                                      |